# جوهرة جارية المعتمد بن عباد
جوهرة جارية المعتمد بن عباد كان المعتمد يحبها فجرى بينهما عتاب فكتب إليها يسترضيها بقوله:
فأجابته برقعة لم تعنونها باسمها فقال: